# Elihu Yale
Elihu Yale (5 de abril de 1649 - 8 de julio de 1721), fue el primer benefactor de la Universidad Yale, nombrada así en su honor, y situada en New Haven, Connecticut, Estados Unidos.

## Vida
Nacido en Boston, Massachusetts, hijo de David Yale (1613-1690) y su esposa Ursula (1624-1698), Yale era nieto de Ann Lloyd (1591-1659), quien tras la muerte de su primer marido, Thomas Yale (1590 -1619) en Chester, Cheshire, Inglaterra, se casó con el gobernador Teófilo Eaton (1590-1657), de la colonia de New Haven. Cuando Elihu tenía tres años, la familia Yale regresó a Inglaterra y nunca volvió a América del Norte. La ascendencia de Yale se remonta a la hacienda familiar de Plas yn Iâl, cerca del pueblo de Llandegla, Denbighshire, Gales. El nombre Yale es la ortografía inglesa para el topónimo galés Iâl.
Durante 20 años, Yale formó parte de la British East India Company, y en 1684 se convirtió en el segundo gobernador de la colonia de Madrás (hoy Chennai), India. Jugó un papel decisivo en el desarrollo del Hospital General del Gobierno, ubicado en el Fort Saint George. Yale amasó una fortuna, principalmente a través de contratos secretos con los comerciantes de Madrás, contra la directiva de la East India Company. En 1692, Elihu Yale debido al incumplimiento de las normas de la empresa de las Indias Orientales con su ilegal especulación cada vez más vergonzosa, fue relevado del cargo de gobernador. Regresó a Inglaterra en 1699 y vivió en Londres y su mansión campestre en Gales, gastando generosamente la fortuna acumulada.
En 1718, Cotton Mather contacto con Yale y le pidió ayuda. Mather representaba una pequeña institución de aprendizaje que había sido fundada como la Collegiate School of Connecticut en 1701, y que necesitaba dinero para un nuevo edificio en New Haven, Connecticut. Yale envió a Mather 417 libros, un cuadro del rey Jorge I y nueve fardos con mercancías que la escuela vendió, recibiendo a cambio £ 800 libras esterlinas, una suma considerable a principios de 1700. En agradecimiento, los funcionarios nombraron al nuevo edificio como Universidad de Yale y eventualmente toda la institución se convirtió en el Yale College.

## Presidencia de Madrás

### Acusaciones de corrupción y destitución
Como gobernador del Fort St George, Yale adquirió terrenos para fines particulares con dinero de la Compañía Británica de las Indias Orientales, incluyendo entre sus adquisiciones un fuerte en Tevnapatam (hoy Cuddalore). Además mantenía contratos con mercaderes locales en contra de las directrices de la Compañía, lo que le permitió amasar una considerable fortuna.
Yale elevó los impuestos para el mantenimiento de la administración colonial, imponiendo un régimen impopular que daría lugar a revueltas brutalmente reprimidas por los soldados de la Compañía. Yale también fue conocido por arrestar a indios y mantenerlos a su servicio privado.
En los últimos años de su presidencia tuvo que afrontar las acusaciones de corrupción. En 1692 fue finalmente destituido del cargo de Presidente de Madrás, que ocuparía Nathaniel Higginson.

## Muerte y legado

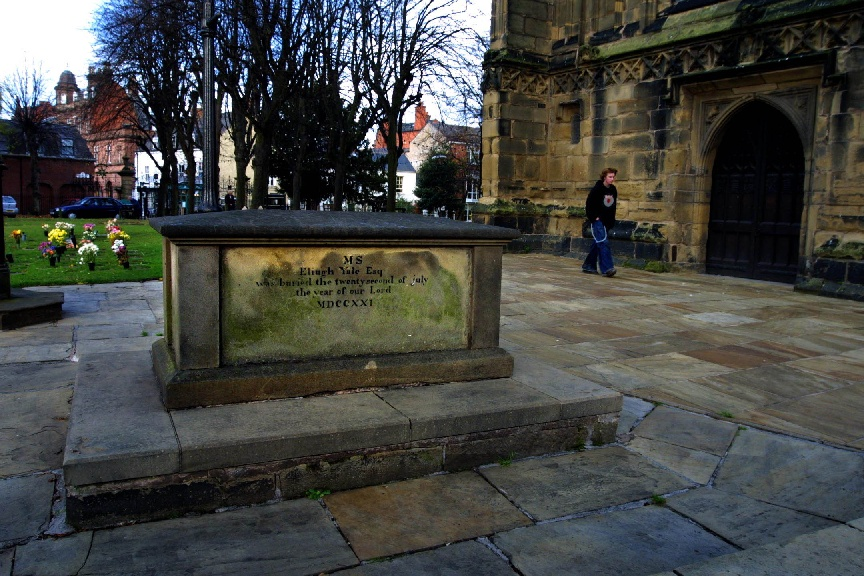
Tumba de Yale en St. Giles' Church, Wrexham.

Yale murió en Londres el 8 de julio de 1721, pero fue enterrado en el cementerio parroquial de St Giles Church, en Wrexham, Gales. En su tumba reza la siguiente inscripción:

Nacido en América, amamantado en Europa
Viajó por África y se casó en Asia
Donde largos años vivió y prosperó; en Londres murió
Mucho bien, algún mal, hizo; esperemos que compensados
Y que su alma por la gracia vaya al Cielo
Tú que sobrevives y lees esta historia, ten cuidado
Prepárate para éste el más seguro de los finales
Donde bendecidas en paz, las acciones de los justos
Huelen a dulce y flores en polvo silencioso.
Born in America, in Europe bred
In Africa travell'd and in Asia wed
Where long he liv'd and thriv'd; In London dead
Much good, some ill, he did; so hope all's even
And that his soul thro' mercy's gone to Heaven
You that survive and read this tale, take care
For this most certain exit to prepare
Where blest in peace, the actions of the just
Smell sweet and blossom in silent dust.

La torre Wrexham, que forma parte del Saybrook College de Yale, es una réplica de dicha iglesia.